# Myrmeconauclea stipulacea
Myrmeconauclea stipulacea är en måreväxtart som beskrevs av Colin Ernest Ridsdale. Myrmeconauclea stipulacea ingår i släktet Myrmeconauclea och familjen måreväxter. Inga underarter finns listade i Catalogue of Life.